# Euroliga 2011-12

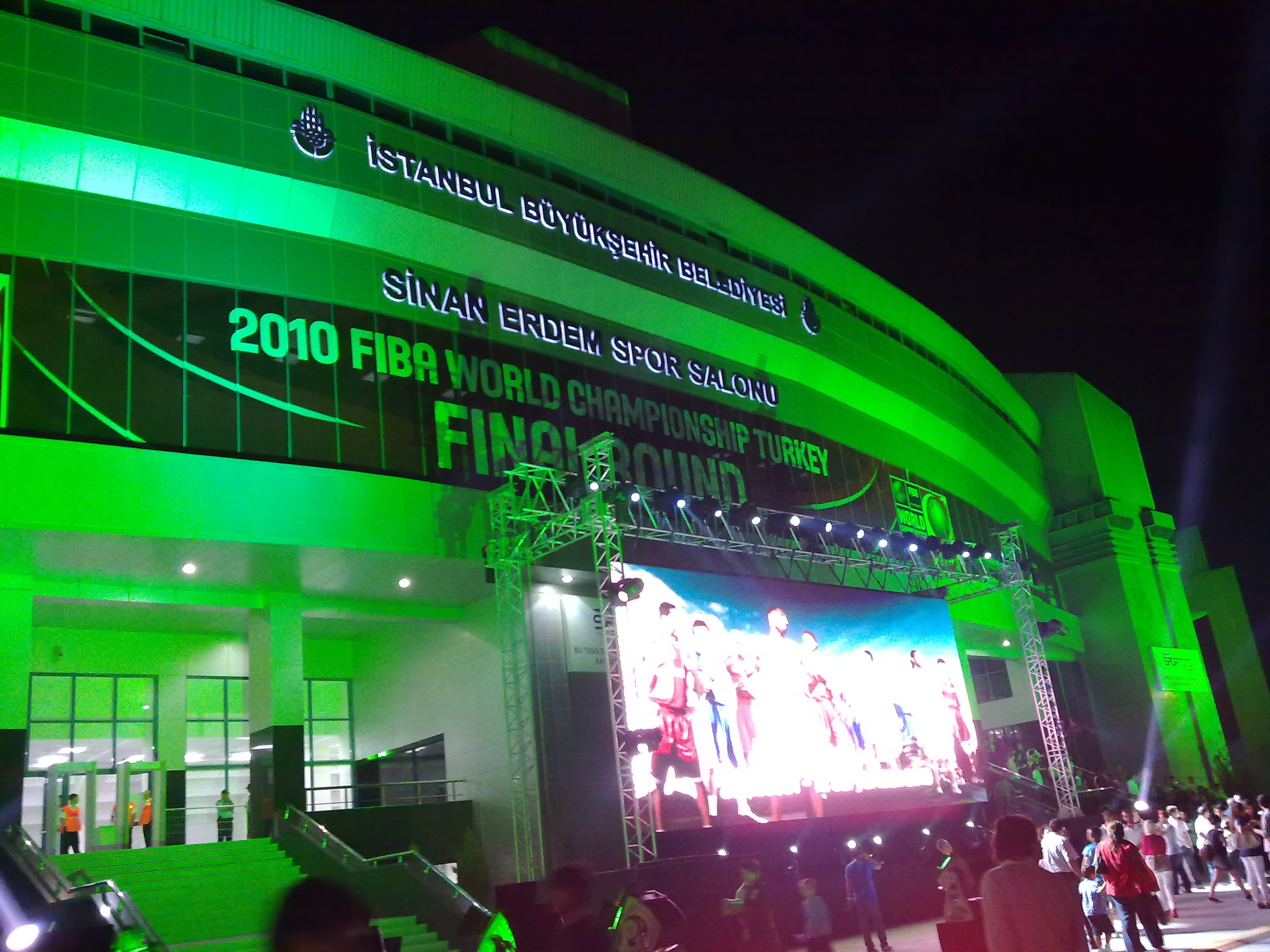
Este edificio fue sede del Campeonato Mundial de Baloncesto FIBA 2010, esta imagen fue previa a la ronda final del campeonato.

La temporada 2011-12 de la Turkish Airlines Euroleague (la máxima competición de clubes de baloncesto de Europa) se disputa del 17 de octubre de 2011 hasta mayo de 2012 y la organiza la Unión de Ligas Europeas de Baloncesto (ULEB).
Esta es la 12.ª edición de la competición en la era moderna de la Euroliga y la segunda con la esponsorización de Turkish Airlines. Incluyendo la competición previa de la Copa de Europa de la FIBA Europa, es la 55.ª edición de la máxima competición del baloncesto masculino de clubs europeos. La Final Four se celebró en el Sinan Erdem Dome de Estambul, en mayo de 2012.

## Equipos participantes
| España (Liga ACB)   | 5 |                              |                                            |
| España (Liga ACB)   | 5 | Regal FC Barcelona (1)       | Palau Blaugrana (7.585)                    |
| España (Liga ACB)   | 5 | Bizkaia Bilbao Basket (2)    | Bilbao Arena (10.000)                      |
| España (Liga ACB)   | 5 | Real Madrid CF (3)           | Palacio de Deportes (15.000)               |
| España (Liga ACB)   | 5 | Caja Laboral Baskonia (4)    | Iradier Arena (8.520)                      |
| España (Liga ACB)   | 5 | Unicaja Málaga (8)           | Palacio José María Martín Carpena (11.000) |
| Italia (Lega A)     | 3 |                              |                                            |
| Italia (Lega A)     | 3 | Montepaschi Siena (1)        | Palasport Mens Sana (10.000)               |
| Italia (Lega A)     | 3 | Bennet Cantù (2)             | Palasport Pianella (3.910)                 |
| Italia (Lega A)     | 3 | Emporio Armani Milano (3)    | Mediolanum Forum (12.000)                  |
| Turquía (TBL)       | 3 |                              |                                            |
| Turquía (TBL)       | 3 | Fenerbahçe Ülker (1)         | Abdi İpekçi Arena (12.500)                 |
| Turquía (TBL)       | 3 | Galatasaray Medical Park (2) | Abdi İpekçi Arena (12.500)                 |
| Turquía (TBL)       | 3 | Anadolu Efes (4)             | Sinan Erdem Arena (16.000)                 |
| Grecia (HEBA A1)    | 2 |                              |                                            |
| Grecia (HEBA A1)    | 2 | Panathinaikos BC (1)         | Olympic Indoor Hall (19.250)               |
| Grecia (HEBA A1)    | 2 | Olympiacos BC (2)            | Estadio de la Paz y la Amistad (14.905)    |
| Rusia (PBL)         | 2 |                              |                                            |
| Rusia (PBL)         | 2 | PBC CSKA Moscú (1)           | CSKA Universal Sports Hall (10.000)        |
| Rusia (PBL)         | 2 | BC UNICS Kazán (3)           | Basket-Hall Arena (7.500)                  |
| Alemania (BBL)      | 1 |                              |                                            |
| Alemania (BBL)      | 1 | Brose Baskets (1)            | Stechert Arena (6.900)                     |
| Bélgica (BLB)       | 1 |                              |                                            |
| Bélgica (BLB)       | 1 | Belgacom Spirou (1)          | Spiroudome (6.300)                         |
| Croacia (A1 Liga)   | 1 |                              |                                            |
| Croacia (A1 Liga)   | 1 | KK Zagreb (1)                | Dražen Petrović Basketball Hall (5.400)    |
| Eslovenia (SKL)     | 1 |                              |                                            |
| Eslovenia (SKL)     | 1 | KK Olimpia Ljubljana (2)     | Arena Stožice (12.480)                     |
| Francia (LNB Pro A) | 1 |                              |                                            |
| Francia (LNB Pro A) | 1 | SLUC Nancy Basket (1)        | Palais des Sports Jean Weille (6.027)      |
| Israel (BSL)        | 1 |                              |                                            |
| Israel (BSL)        | 1 | Maccabi Electra Tel Aviv (1) | Nokia Arena (11.700)                       |
| Lituania (LKL)      | 1 |                              |                                            |
| Lituania (LKL)      | 1 | BC Žalgiris Kaunas (1)       | Žalgiris Arena (15.442)                    |
| Polonia (PLK)       | 1 |                              |                                            |
| Polonia (PLK)       | 1 | Asseco Prokom Gdynia (1)     | Gdynia Sports Arena (5.500)                |
| Serbia (KLS)        | 1 |                              |                                            |
| Serbia (KLS)        | 1 | KK Partizan mt:s (1)         | Pionir Hall (8.150)                        |

1. 1 2 3 4 5 6 7 8 9 10 11 12 13  Dispone de Licencia A.
2. 1 2 3 4 5 6 7 8 9  Dispone de Licencia B.
3. ↑  La ULEB le concede una "wild card".
4. 1 2  El equipo ha competido en las rondas de clasificación.
5. ↑  Dispone de Licencia C. Obtenida por el campeón de la Eurocup 2010-11.

## Fase previa
|  | Primera ronda | Primera ronda    | Primera ronda  |                |                | Segunda ronda  | Segunda ronda | Segunda ronda |  |                | Tercera ronda  | Tercera ronda | Tercera ronda |  |
|  |               |                  |                |                |                |                |               |               |  |                |                |               |               |  |
|  |               |                  |                |                |                |                |               |               |  |                |                |               |               |  |
|  | 1             | ASVEL Basket     | 80             |                |                |                |               |               |  |                |                |               |               |  |
|  | 1             | ASVEL Basket     | 80             |                |                |                |               |               |  |                |                |               |               |  |
|  | 8             | BCM Gravelines   | 72             |                |                |                |               |               |  |                |                |               |               |  |
|  | 8             | BCM Gravelines   | 72             |                | ASVEL Basket   | ASVEL Basket   | 83            |               |  |                |                |               |               |  |
|  |               |                  |                |                | ASVEL Basket   | ASVEL Basket   | 83            |               |  |                |                |               |               |  |
|  |               |                  | Galatasaray SK | Galatasaray SK | 93             |                |               |               |  |                |                |               |               |  |
|  | 5             | PAOK Salónica BC | Galatasaray SK | Galatasaray SK | 93             | 64             |               |               |  |                |                |               |               |  |
|  | 5             | PAOK Salónica BC |                |                |                |                |               |               |  |                |                |               |               |  |
|  | 4             | Galatasaray SK   | 77             |                |                |                |               |               |  |                |                |               |               |  |
|  | 4             | Galatasaray SK   | 77             |                |                |                |               |               |  | Galatasaray SK | Galatasaray SK | 71            |               |  |
|  |               |                  |                |                |                |                |               |               |  | Galatasaray SK | Galatasaray SK | 71            |               |  |
|  |               |                  | Lietuvos Rytas | Lietuvos Rytas | 63             |                |               |               |  |                |                |               |               |  |
|  | 3             | Lietuvos Rytas   | Lietuvos Rytas | Lietuvos Rytas | 63             | 83             |               |               |  |                |                |               |               |  |
|  | 3             | Lietuvos Rytas   |                |                |                |                |               |               |  |                |                |               |               |  |
|  | 6             | KK Budućnost     | 64             |                |                |                |               |               |  |                |                |               |               |  |
|  | 6             | KK Budućnost     | 64             |                | Lietuvos Rytas | Lietuvos Rytas | 88            |               |  |                |                |               |               |  |
|  |               |                  |                |                | Lietuvos Rytas | Lietuvos Rytas | 88            |               |  |                |                |               |               |  |
|  |               |                  | Cibona Zagreb  | Cibona Zagreb  | 71             |                |               |               |  |                |                |               |               |  |
|  | 7             | Cibona Zagreb    | Cibona Zagreb  | Cibona Zagreb  | 71             | 77             |               |               |  |                |                |               |               |  |
|  | 7             | Cibona Zagreb    |                |                |                |                |               |               |  |                |                |               |               |  |
|  | 2             | Cholet Basket    | 70             |                |                |                |               |               |  |                |                |               |               |  |
|  | 2             | Cholet Basket    | 70             |                |                |                |               |               |  |                |                |               |               |  |
|  |               |                  |                |                |                |                |               |               |  |                |                |               |               |  |

|  | Primera ronda | Primera ronda   | Primera ronda   |                 |             | Segunda ronda | Segunda ronda | Segunda ronda |  |                 | Tercera ronda   | Tercera ronda | Tercera ronda |  |
|  |               |                 |                 |                 |             |               |               |               |  |                 |                 |               |               |  |
|  |               |                 |                 |                 |             |               |               |               |  |                 |                 |               |               |  |
|  | 1             | Alba Berlin     | 82              |                 |             |               |               |               |  |                 |                 |               |               |  |
|  | 1             | Alba Berlin     | 82              |                 |             |               |               |               |  |                 |                 |               |               |  |
|  | 8             | VEF Rīga        | 60              |                 |             |               |               |               |  |                 |                 |               |               |  |
|  | 8             | VEF Rīga        | 60              |                 | Alba Berlin | Alba Berlin   | 63            |               |  |                 |                 |               |               |  |
|  |               |                 |                 |                 | Alba Berlin | Alba Berlin   | 63            |               |  |                 |                 |               |               |  |
|  |               |                 | Belgacom Spirou | Belgacom Spirou | 74          |               |               |               |  |                 |                 |               |               |  |
|  | 5             | Belgacom Spirou | Belgacom Spirou | Belgacom Spirou | 74          | 61            |               |               |  |                 |                 |               |               |  |
|  | 5             | Belgacom Spirou |                 |                 |             |               |               |               |  |                 |                 |               |               |  |
|  | 4             | BC Donetsk      | 59              |                 |             |               |               |               |  |                 |                 |               |               |  |
|  | 4             | BC Donetsk      | 59              |                 |             |               |               |               |  | Belgacom Spirou | Belgacom Spirou | 79            |               |  |
|  |               |                 |                 |                 |             |               |               |               |  | Belgacom Spirou | Belgacom Spirou | 79            |               |  |
|  |               |                 | ČEZ Nymburk     | ČEZ Nymburk     | 53          |               |               |               |  |                 |                 |               |               |  |
|  | 3             | BK Jimki        | ČEZ Nymburk     | ČEZ Nymburk     | 53          | 74            |               |               |  |                 |                 |               |               |  |
|  | 3             | BK Jimki        |                 |                 |             |               |               |               |  |                 |                 |               |               |  |
|  | 6             | PGE Turów       | 67              |                 |             |               |               |               |  |                 |                 |               |               |  |
|  | 6             | PGE Turów       | 67              |                 | BK Jimki    | BK Jimki      | 79            |               |  |                 |                 |               |               |  |
|  |               |                 |                 |                 | BK Jimki    | BK Jimki      | 79            |               |  |                 |                 |               |               |  |
|  |               |                 | ČEZ Nymburk     | ČEZ Nymburk     | 86          |               |               |               |  |                 |                 |               |               |  |
|  | 7             | ČEZ Nymburk     | ČEZ Nymburk     | ČEZ Nymburk     | 86          | 69            |               |               |  |                 |                 |               |               |  |
|  | 7             | ČEZ Nymburk     |                 |                 |             |               |               |               |  |                 |                 |               |               |  |
|  | 2             | Banvit BK       | 57              |                 |             |               |               |               |  |                 |                 |               |               |  |
|  | 2             | Banvit BK       | 57              |                 |             |               |               |               |  |                 |                 |               |               |  |
|  |               |                 |                 |                 |             |               |               |               |  |                 |                 |               |               |  |

## Primera fase
Los cuatro primeros de cada grupo alcanzaron el Top 16.
| Clave para los grupos                       |
| ------------------------------------------- |
| Equipos clasificados para la siguiente fase |
| Equipos eliminados                          |

### Grupo A
|    | Equipo                | PJ | PG | PP | PF  | PC  | Dif |
| -- | --------------------- | -- | -- | -- | --- | --- | --- |
| 1. | Fenerbahçe Ülker      | 10 | 6  | 4  | 785 | 758 | +27 |
| 2. | Olympiacos BC         | 10 | 6  | 4  | 782 | 757 | +25 |
| 3. | Bennet Cantù          | 10 | 5  | 5  | 724 | 744 | -20 |
| 4. | Gescrap Bilbao Basket | 10 | 5  | 5  | 776 | 755 | +21 |
| 5. | Caja Laboral Baskonia | 10 | 5  | 5  | 802 | 765 | +37 |
| 6. | SLUC Nancy Basket     | 10 | 3  | 7  | 743 | 833 | -90 |

|      | FENE  | OLYM  | CANT  | BILB  | BASK  | NANC  |
| ---- | ----- | ----- | ----- | ----- | ----- | ----- |
| FENE | –     | 86–70 | 85–83 | 70–80 | 66–69 | 90–86 |
| OLYM | 81–74 | –     | 86–61 | 88–81 | 84–82 | 91–78 |
| CANT | 76–83 | 64–63 | –     | 78–69 | 71–68 | 80–69 |
| BILB | 70–73 | 76–61 | 64–67 | –     | 77–72 | 97–75 |
| BASK | 90–85 | 81–79 | 81–69 | 84–89 | –     | 90–55 |
| NANC | 53–73 | 74–79 | 76–75 | 87–73 | 90–85 | –     |

### Grupo B
|    | Equipo             | PJ | PG | PP | PF  | PC  | Dif  |
| -- | ------------------ | -- | -- | -- | --- | --- | ---- |
| 1. | PBC CSKA Moscú     | 10 | 10 | 0  | 870 | 729 | +141 |
| 2. | Panathinaikos BC   | 10 | 7  | 3  | 834 | 739 | +95  |
| 3. | Unicaja Málaga     | 10 | 4  | 6  | 791 | 808 | -17  |
| 4. | BC Žalgiris Kaunas | 10 | 4  | 6  | 763 | 812 | -49  |
| 5. | Brose Baskets      | 10 | 3  | 7  | 773 | 794 | -21  |
| 6. | KK Zagreb          | 10 | 2  | 8  | 718 | 867 | -149 |

|      | CSKA  | PANA  | UNIC  | ŽALG  | BROS  | ZAGR  |
| ---- | ----- | ----- | ----- | ----- | ----- | ----- |
| CSKA | –     | 91–75 | 77–66 | 95–82 | 94–74 | 87–74 |
| PANA | 76–78 | –     | 98–77 | 92–75 | 71–66 | 94–76 |
| UNIC | 83–91 | 76–77 | –     | 85–78 | 79–90 | 99–85 |
| ŽALG | 74–87 | 59–94 | 67–65 | –     | 81–70 | 87–76 |
| BROS | 78–81 | 79–76 | 78–79 | 68–82 | –     | 96–65 |
| ZAGR | 47–89 | 62–81 | 67–82 | 80–78 | 86–74 | –     |

### Grupo C
|    | Equipo                   | PJ | PG | PP | PF  | PC  | Dif  |
| -- | ------------------------ | -- | -- | -- | --- | --- | ---- |
| 1. | Real Madrid CF           | 10 | 8  | 2  | 879 | 773 | +106 |
| 2. | Maccabi Electra Tel Aviv | 10 | 7  | 3  | 790 | 732 | +58  |
| 3. | Anadolu Efes             | 10 | 5  | 5  | 721 | 751 | -30  |
| 4. | Emporio Armani Milano    | 10 | 4  | 6  | 738 | 734 | +4   |
| 5. | KK Partizan mt:s         | 10 | 4  | 6  | 739 | 774 | -35  |
| 6. | Belgacom Spirou          | 10 | 2  | 8  | 729 | 832 | -103 |

|      | RMAD   | MACC  | EFES   | OMIL  | PART   | SPIR  |
| ---- | ------ | ----- | ------ | ----- | ------ | ----- |
| RMAD | –      | 88–64 | 104–84 | 85–78 | 101–83 | 93–89 |
| MACC | 88–82  | –     | 96–57  | 85–76 | 70–66  | 69–59 |
| EFES | 66–75  | 72–79 | –      | 84–70 | 67–58  | 79–80 |
| OMIL | 65–72  | 89–82 | 54–62  | –     | 65–69  | 88–53 |
| PART | 80–79  | 74–71 | 73–84  | 66–72 | –      | 91–81 |
| SPIR | 76–100 | 69–86 | 62–66  | 76–81 | 84–79  | –     |

### Grupo D
|    | Equipo                   | PJ | PG | PP | PF  | PC  | Dif  |
| -- | ------------------------ | -- | -- | -- | --- | --- | ---- |
| 1. | Regal FC Barcelona       | 10 | 9  | 1  | 793 | 599 | +194 |
| 2. | Montepaschi Siena        | 10 | 8  | 2  | 779 | 696 | +83  |
| 3. | BC UNICS Kazán           | 10 | 7  | 3  | 702 | 656 | +46  |
| 4. | Galatasaray Medical Park | 10 | 4  | 6  | 694 | 736 | -42  |
| 5. | Asseco Prokom Gdynia     | 10 | 1  | 9  | 618 | 743 | -125 |
| 6. | KK Olimpia Ljubljana     | 10 | 1  | 9  | 589 | 745 | -156 |

|       | FCBA  | MONT  | UNICS | GALA   | PROK  | OLIM  |
| ----- | ----- | ----- | ----- | ------ | ----- | ----- |
| FCBA  | –     | 92–75 | 63–50 | 79–50  | 88–61 | 72–46 |
| MONT  | 77–74 | –     | 73–79 | 103–77 | 84–73 | 79–57 |
| UNICS | 65–93 | 71–79 | –     | 72–61  | 68–41 | 81–51 |
| GALA  | 66–70 | 63–67 | 64–68 | –      | 78–76 | 80–59 |
| PROK  | 45–76 | 53–79 | 68–72 | 72–76  | –     | 67–52 |
| OLIM  | 64–86 | 57–63 | 63–76 | 70–79  | 70–62 | –     |

## Top 16
Los dos primeros de cada grupo alcanzan la ronda eliminatoria.

### Grupo E
|    | Equipo                   | PJ | PG | PP | PF  | PC  | Dif |
| -- | ------------------------ | -- | -- | -- | --- | --- | --- |
| 1. | PBC CSKA Moscú           | 6  | 5  | 1  | 509 | 413 | +96 |
| 2. | Olympiacos BC            | 6  | 3  | 3  | 457 | 471 | -14 |
| 3. | Galatasaray Medical Park | 6  | 3  | 3  | 423 | 438 | -15 |
| 4. | Anadolu Efes             | 6  | 1  | 5  | 387 | 454 | -67 |

|      | CSKA  | OLYM  | GALA  | EFES  |
| ---- | ----- | ----- | ----- | ----- |
| CSKA | –     | 96–64 | 85–70 | 96–68 |
| OLYM | 78–86 | –     | 88–81 | 83–65 |
| GALA | 68–64 | 78–77 | –     | 64–56 |
| EFES | 65–82 | 65–67 | 68–62 | –     |

### Grupo F
|    | Equipo                | PJ | PG | PP | PF  | PC  | Dif |
| -- | --------------------- | -- | -- | -- | --- | --- | --- |
| 1. | Montepaschi Siena     | 6  | 4  | 2  | 493 | 435 | +58 |
| 2. | Gescrap Bilbao Basket | 6  | 4  | 2  | 437 | 423 | +14 |
| 3. | Real Madrid CF        | 6  | 4  | 2  | 496 | 489 | +7  |
| 4. | Unicaja Málaga        | 6  | 0  | 6  | 407 | 486 | -79 |

|      | MONT  | BILB  | RMAD   | UNIC  |
| ---- | ----- | ----- | ------ | ----- |
| MONT | –     | 81–67 | 90–102 | 84–69 |
| BILB | 60–59 | –     | 93–69  | 85–70 |
| RMAD | 69–88 | 89–73 | –      | 86–65 |
| UNIC | 68–91 | 55–59 | 80–81  | –     |

### Grupo G
|    | Equipo                | PJ | PG | PP | PF  | PC  | Dif |
| -- | --------------------- | -- | -- | -- | --- | --- | --- |
| 1. | Panathinaikos BC      | 6  | 4  | 2  | 436 | 394 | +42 |
| 2. | BC UNICS Kazán        | 6  | 3  | 3  | 432 | 423 | +9  |
| 3. | Emporio Armani Milano | 6  | 3  | 3  | 379 | 390 | -11 |
| 4. | Fenerbahçe Ülker      | 6  | 2  | 4  | 420 | 460 | -40 |

|       | PANA  | UNICS | OMIL  | FENE  |
| ----- | ----- | ----- | ----- | ----- |
| PANA  | –     | 83–89 | 58–67 | 72–62 |
| UNICS | 63–68 | –     | 59–44 | 76–71 |
| OMIL  | 57–78 | 63–58 | –     | 85–72 |
| FENE  | 56–77 | 94–87 | 65–63 | –     |

### Grupo H
|    | Equipo                   | PJ | PG | PP | PF  | PC  | Dif |
| -- | ------------------------ | -- | -- | -- | --- | --- | --- |
| 1. | Regal FC Barcelona       | 6  | 6  | 0  | 430 | 384 | +46 |
| 2. | Maccabi Electra Tel Aviv | 6  | 3  | 3  | 427 | 425 | +2  |
| 3. | Bennet Cantù             | 6  | 3  | 3  | 420 | 426 | -6  |
| 4. | BC Žalgiris Kaunas       | 6  | 0  | 6  | 429 | 471 | -42 |

|      | FCBA  | MACC  | CANT  | ŽALG  |
| ---- | ----- | ----- | ----- | ----- |
| FCBA | –     | 70–67 | 65–60 | 94–80 |
| MACC | 57–71 | –     | 75–60 | 70–66 |
| CANT | 62–63 | 82–74 | –     | 79–78 |
| ŽALG | 58–67 | 76–84 | 71–77 | –     |

## Cuartos de final

### Cuarto de final 1
| 21 de marzo de 2012 | PBC CSKA Moscú                                | 98–71        | Gescrap Bilbao Basket                            |                                                                            |  |
|                     | Parciales: 27–26, 23–14, 34–11, 14–20         |              |                                                  |                                                                            |  |
|                     | Estadísticas Krstić 18 Kirilenko 5 Teodosić 5 | Pts Reb Asts | Estadísticas Vasileiadis 15 Hervelle 5 Jackson 6 | Pabellón: CSKA Universal Sports Hall, Moscú Asistencia: 4.625 espectadores |  |

| 23 de marzo de 2012 | PBC CSKA Moscú                                    | 79–60        | Gescrap Bilbao Basket                     |                                                                            |  |
|                     | Parciales: 26–15, 15–21, 17–16, 21–8              |              |                                           |                                                                            |  |
|                     | Estadísticas Kirilenko 20 Kirilenko 12 Teodosić 9 | Pts Reb Asts | Estadísticas López 13 Fischer 6 Mumbrú 10 | Pabellón: CSKA Universal Sports Hall, Moscú Asistencia: 4.900 espectadores |  |

| 28 de marzo de 2012 | Gescrap Bilbao Basket                               | 94–81        | PBC CSKA Moscú                              |                                                                |  |
|                     | Parciales: 25–24, 22–16, 24–17, 23–24               |              |                                             |                                                                |  |
|                     | Estadísticas Vasileiadis 20 Vasileiadis 6 Jackson 8 | Pts Reb Asts | Estadísticas Krstić 22 Kirilenko 6 Gordon 5 | Pabellón: Bilbao Arena, Bilbao Asistencia: 10.014 espectadores |  |

| 30 de marzo de 2012              | Gescrap Bilbao Basket                                | 71–73        | PBC CSKA Moscú                                   |                                                                |  |  |
|                                  | Parciales: 15–21, 13–18, 19–17, 27–17                |              |                                                  |                                                                |  |  |
|                                  | Estadísticas Jackson 19 Fischer & Mumbrú 6 Jackson 8 | Pts Reb Asts | Estadísticas Kirilenko 23 Kirilenko 8 Teodosić 8 | Pabellón: Bilbao Arena, Bilbao Asistencia: 10.014 espectadores |  |  |
| PBC CSKA Moscú gana la serie 3–1 |                                                      |              |                                                  |                                                                |  |  |
|                                  |                                                      |              |                                                  |                                                                |  |  |

### Cuarto de final 2
| 21 de marzo de 2012 | Montepaschi Siena                              | 75–82        | Olympiacos BC                            |                                                                     |  |
|                     | Parciales: 26–21, 22–21, 18–16, 9–24           |              |                                          |                                                                     |  |
|                     | Estadísticas Andersen 28 Andersen 7 McCalebb 4 | Pts Reb Asts | Estadísticas Printezis 20 Dorsey 8 Law 5 | Pabellón: Palasport Mens Sana, Siena Asistencia: 4.768 espectadores |  |

| 23 de marzo de 2012 | Montepaschi Siena                                                    | 81–80        | Olympiacos BC                                        |                                                                     |  |
|                     | Parciales: 22–18, 26–17, 19–18, 14–27                                |              |                                                      |                                                                     |  |
|                     | Estadísticas McCalebb 21 Andersen & Lavrinovič 6 Rakočević & Zisis 4 | Pts Reb Asts | Estadísticas Printezis 15 Dorsey & Printezis 6 Law 5 | Pabellón: Palasport Mens Sana, Siena Asistencia: 5.061 espectadores |  |

| 28 de marzo de 2012 | Olympiacos BC                                   | 75–55        | Montepaschi Siena                                               |                                                                                    |  |
|                     | Parciales: 14-12, 18-9, 16-9, 27-25             |              |                                                                 |                                                                                    |  |
|                     | Estadísticas Hines 15 Hines 9 Law & Spanoulis 6 | Pts Reb Asts | Estadísticas McCalebb 15 Andersen 5 Aradori, McCalebb & Zisis 2 | Pabellón: Estadio de la Paz y la Amistad, El Pireo Asistencia: 12.000 espectadores |  |

| 30 de marzo de 2012             | Olympiacos BC                                                                            | 76–69        | Montepaschi Siena                                         |                                                                                    |  |  |
|                                 | Parciales: 21-21, 17-18, 16-16, 22-14                                                    |              |                                                           |                                                                                    |  |  |
|                                 | Estadísticas Hines & Spanoulis 19 Printezis 9 Law, Papanikolaou, Printezis & Spanoulis 2 | Pts Reb Asts | Estadísticas Andersen & Zisis 15 Andersen 11 Lavrinovič 2 | Pabellón: Estadio de la Paz y la Amistad, El Pireo Asistencia: 12.000 espectadores |  |  |
| Olympiacos BC gana la serie 3–1 |                                                                                          |              |                                                           |                                                                                    |  |  |
|                                 |                                                                                          |              |                                                           |                                                                                    |  |  |

### Cuarto de final 3
| 20 de marzo de 2012 | Panathinaikos BC                                     | 93–73        | Maccabi Electra Tel Aviv                 |                                                                               |  |
|                     | Parciales: 28–18, 27–16, 24–18, 14–21                |              |                                          |                                                                               |  |
|                     | Estadísticas Diamantidis 15 Calathes 8 Diamantidis 8 | Pts Reb Asts | Estadísticas Langford 21 Smith 6 Pnini 3 | Pabellón: Pabellón Olímpico de Atenas, Atenas Asistencia: 18.000 espectadores |  |

| 22 de marzo de 2012 | Panathinaikos BC                                              | 92–94        | Maccabi Electra Tel Aviv                  |                                                                               |  |
|                     | Parciales: 24–20, 19–21, 15–20, 25–22 (T.E.: 9–11)            |              |                                           |                                                                               |  |
|                     | Estadísticas Kaimakoglou 20 Batiste 9 Batiste & Diamantidis 6 | Pts Reb Asts | Estadísticas Langford 17 Smith 9 Ohayon 5 | Pabellón: Pabellón Olímpico de Atenas, Atenas Asistencia: 18.000 espectadores |  |

| 27 de marzo de 2012 | Maccabi Electra Tel Aviv                | 65–62        | Panathinaikos BC                                                        |                                                                 |  |
|                     | Parciales: 24–13, 17–15, 9–16, 15–18    |              |                                                                         |                                                                 |  |
|                     | Estadísticas Ohayon 12 Smith 9 Ohayon 6 | Pts Reb Asts | Estadísticas Batiste 13 Batiste, Calathes & Diamantidis 6 Diamantidis 5 | Pabellón: Nokia Arena, Tel Aviv Asistencia: 11.060 espectadores |  |

| 29 de marzo de 2012 | Maccabi Electra Tel Aviv                                       | 69–78        | Panathinaikos BC                                                         |                                                                 |  |
|                     | Parciales: 19–17, 17–24, 14–13, 19–24                          |              |                                                                          |                                                                 |  |
|                     | Estadísticas Langford & Smith 14 Ohayon 9 Eliyahu & Langford 2 | Pts Reb Asts | Estadísticas Calathes 15 Kaimakoglou & Smith 7 Calathes & Jasikevičius 3 | Pabellón: Nokia Arena, Tel Aviv Asistencia: 11.060 espectadores |  |

| 5 de abril de 2012                 | Panathinaikos BC                                                       | 86–85        | Maccabi Electra Tel Aviv               |                                                                               |  |  |
|                                    | Parciales: 18–20, 23–12, 21–21, 24–32                                  |              |                                        |                                                                               |  |  |
|                                    | Estadísticas Diamantidis 25 Diamantidis 6 Diamantidis & Jasikevičius 3 | Pts Reb Asts | Estadísticas Blu 14 Smith 9 Langford 5 | Pabellón: Pabellón Olímpico de Atenas, Atenas Asistencia: 18.000 espectadores |  |  |
| Panathinaikos BC gana la serie 3–2 |                                                                        |              |                                        |                                                                               |  |  |
|                                    |                                                                        |              |                                        |                                                                               |  |  |

### Cuarto de final 4
| 20 de marzo de 2012 | Regal FC Barcelona                           | 78–66        | BC UNICS Kazán                                  |                                                                     |  |
|                     | Parciales: 22–14, 23–19, 17–20, 16–13        |              |                                                 |                                                                     |  |
|                     | Estadísticas Mickeal 22 Mickeal 7 Huertas 10 | Pts Reb Asts | Estadísticas Jawai 15 Veremeenko 9 Samoylenko 4 | Pabellón: Palau Blaugrana, Barcelona Asistencia: 5.863 espectadores |  |

| 22 de marzo de 2012 | Regal FC Barcelona                                    | 66–63        | BC UNICS Kazán                                          |                                                                     |  |
|                     | Parciales: 17–13, 16–17, 18–18, 15–15                 |              |                                                         |                                                                     |  |
|                     | Estadísticas Navarro 18 Huertas & Mickeal 4 Huertas 5 | Pts Reb Asts | Estadísticas Jawai 21 Jawai 10 Domercant & Veremeenko 3 | Pabellón: Palau Blaugrana, Barcelona Asistencia: 5.073 espectadores |  |

| 27 de marzo de 2012                  | BC UNICS Kazán                              | 56–67        | Regal FC Barcelona                          |                                                                   |  |  |
|                                      | Parciales: 19–17, 15–11, 11–18, 11–21       |              |                                             |                                                                   |  |  |
|                                      | Estadísticas Domercant 19 McCarty 8 Greer 3 | Pts Reb Asts | Estadísticas Navarro 21 Vázquez 6 Huertas 4 | Pabellón: Basket-Hall Arena, Kazán Asistencia: 5.000 espectadores |  |  |
| Regal FC Barcelona gana la serie 3–0 |                                             |              |                                             |                                                                   |  |  |
|                                      |                                             |              |                                             |                                                                   |  |  |

## Final Four

### Semifinales

#### Semifinal 1
| 11 de mayo de 2012 | PBC CSKA Moscú                                  | 66–64        | Panathinaikos BC                                         |                                                                      |  |
|                    | Parciales: 15–29, 17–5, 19–21, 15–9             |              |                                                          |                                                                      |  |
|                    | Estadísticas Kirilenko 17 Kirilenko 9 Khryapa 5 | Pts Reb Asts | Estadísticas Jasikevičius 19 Kaimakoglou 8 Diamantidis 6 | Pabellón: Sinan Erdem Dome, Estambul Asistencia: 15.262 espectadores |  |

#### Semifinal 2
| 11 de mayo de 2012 | Olympiacos BC                                     | 68–64        | Regal FC Barcelona                          |                                                                      |  |
|                    | Parciales: 17–11, 16–18, 17–18, 18–17             |              |                                             |                                                                      |  |
|                    | Estadísticas Spanoulis 21 Mantzaris 6 Spanoulis 6 | Pts Reb Asts | Estadísticas Navarro 18 Vázquez 7 Navarro 3 | Pabellón: Sinan Erdem Dome, Estambul Asistencia: 15.262 espectadores |  |

### Tercer lugar
| 13 de mayo de 2012 | Panathinaikos BC                                | 69–74        | Regal FC Barcelona                                   |                                                                      |  |
|                    | Parciales: 20–21, 17–27, 15–10, 17–16           |              |                                                      |                                                                      |  |
|                    | Estadísticas Diamantidis 17 Marić 11 Calathes 2 | Pts Reb Asts | Estadísticas Huertas 21 N'Dong & Vázquez 5 Huertas 3 | Pabellón: Sinan Erdem Dome, Estambul Asistencia: 15.262 espectadores |  |

### Final
| 13 de mayo de 2012 | PBC CSKA Moscú                                   | 61–62        | Olympiacos BC                                                                                       |                                                                      |  |
|                    | Parciales: 10–7, 24–13, 19–20, 8–22              |              | |                                                                      |  |
|                    | Estadísticas Teodosić 15 Kirilenko 10 Teodosić 3 | Pts Reb Asts | Estadísticas Papanikolaou 18 Mantzaris, Papanikolaou & Printezis 4 Mantzaris, Sloukas & Spanoulis 2 | Pabellón: Sinan Erdem Dome, Estambul Asistencia: 15.262 espectadores |  |

| Campeones de la Euroleague 2011-12 |
| ---------------------------------- |
| Olympiacos Segundo título          |

## Estadísticas individuales

### Valoración
| Rank | Jugador          | Equipo                | Partidos | Valoración | Promedio |
| ---- | ---------------- | --------------------- | -------- | ---------- | -------- |
| 1    | Andréi Kirilenko | PBC CSKA Moscú        | 17       | 411        | 24,18    |
| 2    | Nicolas Batum    | SLUC Nancy Basket     | 6        | 139        | 23,17    |
| 3    | Mirza Teletović  | Caja Laboral Baskonia | 10       | 207        | 20,70    |
| 4    | Milan Mačvan     | KK Partizan mt:s      | 10       | 198        | 19,80    |
| 5    | Nenad Krstić     | PBC CSKA Moscú        | 22       | 405        | 18,41    |

### Puntos
| Rank | Jugador            | Equipo                | Partidos | Puntos | Promedio |
| ---- | ------------------ | --------------------- | -------- | ------ | -------- |
| 1    | Mirza Teletović    | Caja Laboral Baskonia | 10       | 217    | 21,70    |
| 2    | Bo McCalebb        | Montepaschi Siena     | 17       | 287    | 16,88    |
| 3    | Vassilis Spanoulis | Olympiacos BC         | 21       | 350    | 16,67    |
| 4    | Sonny Weems        | BC Žalgiris Kaunas    | 15       | 233    | 15,53    |
| 5    | Henry Domercant    | BC UNICS Kazán        | 19       | 294    | 15,47    |

### Rebotes
| Rank | Jugador            | Equipo               | Partidos | Rebotes | Promedio |
| ---- | ------------------ | -------------------- | -------- | ------- | -------- |
| 1    | Milan Mačvan       | KK Partizan mt:s     | 10       | 82      | 8,20     |
| 2    | Donatas Motiejūnas | Asseco Prokom Gdynia | 10       | 79      | 7,90     |
| 3    | Andréi Kirilenko   | PBC CSKA Moscú       | 17       | 127     | 7,47     |
| 4    | Marcus Slaughter   | Brose Baskets        | 10       | 72      | 7,20     |
| 5    | Joel Freeland      | Unicaja Málaga       | 14       | 95      | 6,79     |

### Asistencias
| Rank | Jugador              | Equipo                | Partidos | Asistencias | Promedio |
| ---- | -------------------- | --------------------- | -------- | ----------- | -------- |
| 1    | Omar Cook            | Emporio Armani Milano | 16       | 91          | 5,69     |
| 2    | Sergio Rodríguez     | Real Madrid CF        | 16       | 86          | 5,38     |
| 3    | Nicolas Batum        | SLUC Nancy Basket     | 6        | 31          | 5,17     |
| 4    | Miloš Teodosić       | PBC CSKA Moscú        | 22       | 110         | 5        |
| 5    | Dimitris Diamantidis | Panathinaikos BC      | 23       | 110         | 4,78     |

## Nominaciones

### Primer quinteto ideal de la temporada
| Posición  | Jugador              | Equipo             |
| --------- | -------------------- | ------------------ |
| Base      | Dimitris Diamantidis | Panathinaikos BC   |
| Escolta   | Vassilis Spanoulis   | Olympiacos BC      |
| Alero     | Andréi Kirilenko     | PBC CSKA Moscú     |
| Ala-pívot | Erazem Lorbek        | Regal FC Barcelona |
| Pívot     | Nenad Krstić         | PBC CSKA Moscú     |

|  | MVP de la temporada |

### Segundo quinteto ideal de la temporada
| Posición | Jugador             | Equipo             |
| -------- | ------------------- | ------------------ |
| Base     | Miloš Teodosić      | PBC CSKA Moscú     |
| Base     | Bo McCalebb         | Montepaschi Siena  |
| Escolta  | Juan Carlos Navarro | Regal FC Barcelona |
| Escolta  | Henry Domercant     | BC UNICS Kazán     |
| Pívot    | Michael Batiste     | Panathinaikos BC   |

### MVP de la Final Four
| Posición | Jugador            | Equipo        |
| -------- | ------------------ | ------------- |
| Escolta  | Vassilis Spanoulis | Olympiacos BC |

### PremioAlphonso Fordal mejor anotador
| Posición | Jugador     | Equipo            |
| -------- | ----------- | ----------------- |
| Base     | Bo McCalebb | Montepaschi Siena |

### Mejor defensor
| Posición | Jugador          | Equipo         |
| -------- | ---------------- | -------------- |
| Alero    | Andréi Kirilenko | PBC CSKA Moscú |

### Estrella emergente
| Posición  | Jugador        | Equipo         |
| --------- | -------------- | -------------- |
| Ala-pívot | Nikola Mirotić | Real Madrid CF |

### Jugador del mes
| Mes           | Jugador              | Equipo           |
| ------------- | -------------------- | ---------------- |
| Octubre       | Andréi Kirilenko     | PBC CSKA Moscú   |
| Noviembre     | Nenad Krstić         | PBC CSKA Moscú   |
| Diciembre     | Nikola Mirotić       | Real Madrid CF   |
| Enero         | Henry Domercant      | BC UNICS Kazán   |
| Febrero       | Vassilis Spanoulis   | Olympiacos BC    |
| Marzo - abril | Dimitris Diamantidis | Panathinaikos BC |

### Jugador de la jornada
| Jornada     | Jugador               | Equipo                   | Valoración |
| ----------- | --------------------- | ------------------------ | ---------- |
| 1           | Andréi Kirilenko      | PBC CSKA Moscú           | 37         |
| 2           | Nicolas Batum         | SLUC Nancy Basket        | 36         |
| 3           | Jordan Farmar         | Maccabi Electra Tel Aviv | 35         |
| 4           | Nicolas Batum         | SLUC Nancy Basket        | 35         |
| 5           | Andréi Kirilenko      | PBC CSKA Moscú           | 39         |
| 6           | Fernando San Emeterio | Caja Laboral Baskonia    | 36         |
| 7           | Erazem Lorbek         | Regal FC Barcelona       | 25         |
| 7           | Milan Mačvan          | KK Partizan mt:s         | 25         |
| 8           | Nikola Mirotić        | Real Madrid CF           | 33         |
| 9           | Nenad Krstić          | PBC CSKA Moscú           | 31         |
| 10          | Pietro Aradori        | Montepaschi Siena        | 33         |
| Top16 - 1   | Vladimir Veremeenko   | BC UNICS Kazán           | 32         |
| Top16 - 2   | Bo McCalebb           | Montepaschi Siena        | 36         |
| Top16 - 3   | Nenad Krstić          | PBC CSKA Moscú           | 31         |
| Top16 - 4   | Aaron Jackson         | Gescrap Bilbao Basket    | 28         |
| Top16 - 5   | Omar Cook             | Emporio Armani Milano    | 22         |
| Top16 - 6   | Manuchar Markoishvili | Bennet Cantù             | 35         |
| PlayOff - 1 | Dimitris Diamantidis  | Panathinaikos BC         | 31         |
| PlayOff - 2 | Andréi Kirilenko      | PBC CSKA Moscú           | 31         |
| PlayOff - 3 | Kostas Vasileiadis    | Gescrap Bilbao Basket    | 21         |
| PlayOff - 4 | Andréi Kirilenko      | PBC CSKA Moscú           | 29         |
| PlayOff - 5 | Dimitris Diamantidis  | Panathinaikos BC         | 34         |